# 国際介護人団体連盟
国際介護人団体連盟（International Alliance of Carers Organizations）は、各国の介護人団体によって構成される、介護従事者の人権、実践の向上のための自助的国際組織。

## 設立使命
- 国際項目としての家族介護の可視化
- 国家間での介護実践事例の共有
- 家族介護人組織設立、運営のための助言

## 沿革
2004年2月27日、オーストラリア、英国、スウェーデン、オランダ、アメリカ合衆国の、家族介護人団体により設立。　世界介護の日（United Nations Day for Carers）の促進と、2004年4月4日に行われた、国際高齢化連邦（International Federation on Ageing）会議での発表を行う。

## 活動
- 国際家族介護会議（International Conference on Family Care）[1]
  - 第1回：会場 ロンドン
  - 第2回：会場 オーストラリア
  - 第3回：会場 アメリカ合衆国、　参加者：700名20カ国以上

## 創立会員
- Carers Australia（オーストラリア）
- Carers UK（英国）
- LOT (オランダ)
- National Alliance for Caregiving (アメリカ合衆国)
- The Princess Royal Trust for Carers (英国)
- Socialstyrelsen : The National Board of Health and Welfare (スウェーデン)

## 参照
1. ↑  http://www.internationalcarers.org/index.htm International Conference on Family Care